# محوطه کله جوب ۳
محوطه کله جوب ۳ مربوط به عصر آهن تا دوره سلجوقیان است و در شهرستان دره‌شهر، بخش مرکزی، دهستان ارمو، ۴۰۰ متری جنوب شرق روستای کله جوب علیا واقع شده و این اثر در تاریخ ۲۶ دی ۱۳۸۶ با شمارهٔ ثبت ۲۰۶۵۹ به‌عنوان یکی از آثار ملی ایران به ثبت رسیده است.